# Betina Špilja
Betina Špilja és el nom d'una platja de Dubrovnik, a Croàcia, i per extensió del seu entorn, a l'est del barri de Ploče. Està situada entre les platges de Banje i la de Sveti Jakov.